# Lupta de pe muntele Cipchieș (1916)
Lupta de pe muntele Cipchieș a fost o acțiune militară de nivel tactic desfășurată pe Frontul Român, în timpul campaniei din anul 1916 a participării României la Primul Război Mondial. Ea s-a desfășurat în perioada 6/19–9/22 octombrie 1916 și a avut ca rezultat victoria forțelor române – aflate în defensivă, în ea fiind angajate forțe române din Divizia 14 Infanterie și forțe ale Puterilor Centrale – aflate în ofensivă, din Divizia 72 Infanterie austro-ungară. Lupta în cauză a făcut parte din acțiunile militare care au avut loc în timpul Operației de apărare a trecătorilor Carpaților.
Mobilul acțiunii a fost reprezentat de încercarea trupelor austro-ungare de a prelua controlul vârfului Cipchieș din Munții Tarcăului – care domină dinspre sud valea Bicazului între confluențele acestuia cu Dămucul și Tarcăul, în încercarea de a întoarce apărarea trupelor române cu scopul de a intercepta calea de comunicație și de retragere a forțelor din Grupul Bicaz al Diviziei 14 Infanterie. Această misiune a fost încredințată unui detașament format din 3 batalioane de infanterie și o baterie de artilerie de munte, forțe puse sub comanda colonelului Samuel Sander.
Înfrângerea Detașamentului Sander a stopat acțiunea ofensivă a Corpului XXI Armată austro-ungar.

## Contextul

### Geografic
Vârful Cipchieș (1357 m altitudine) constituie limita nordică a înălțimilor maxime a Muntelui Lung, care constituie cumpăna apelor dintre Dămuc și Tarcău. Profilul transversal al Muntelui Lung este asimetric, cu versantul estic puternic înclinat și cu cel vestic prelung, cu pinteni care coboară treptat spre valea Dămucului. De sub vârful Cipchieș izvorăsc doi afluenți importanți, Ața – afluent al Tarcăului și Ivăneșul – afluent al Dămucului.
Tot din vârful Cipchieș, de unde orizontul este larg deschis spre nord și vest spre valea Bicazului, o potecă ce urmărește vârfurile Smida Floarei - Bâtca Prelucei - Măgura Tarcău și coboară pe Piciorul Runcului, duce după 5 1/2 - 6 1/2 ore de mers la Gura Tarcăului. Aceeași potecă ce coboară spre șaua dintre Cipchieș și Smida Floarei, duce de aici fie pe valea Ivăneșului spre confluența cu Dămucul și mai departe spre valea Bicazului, la Bicaz-Chei, fie spre valea Aței.

### Militar

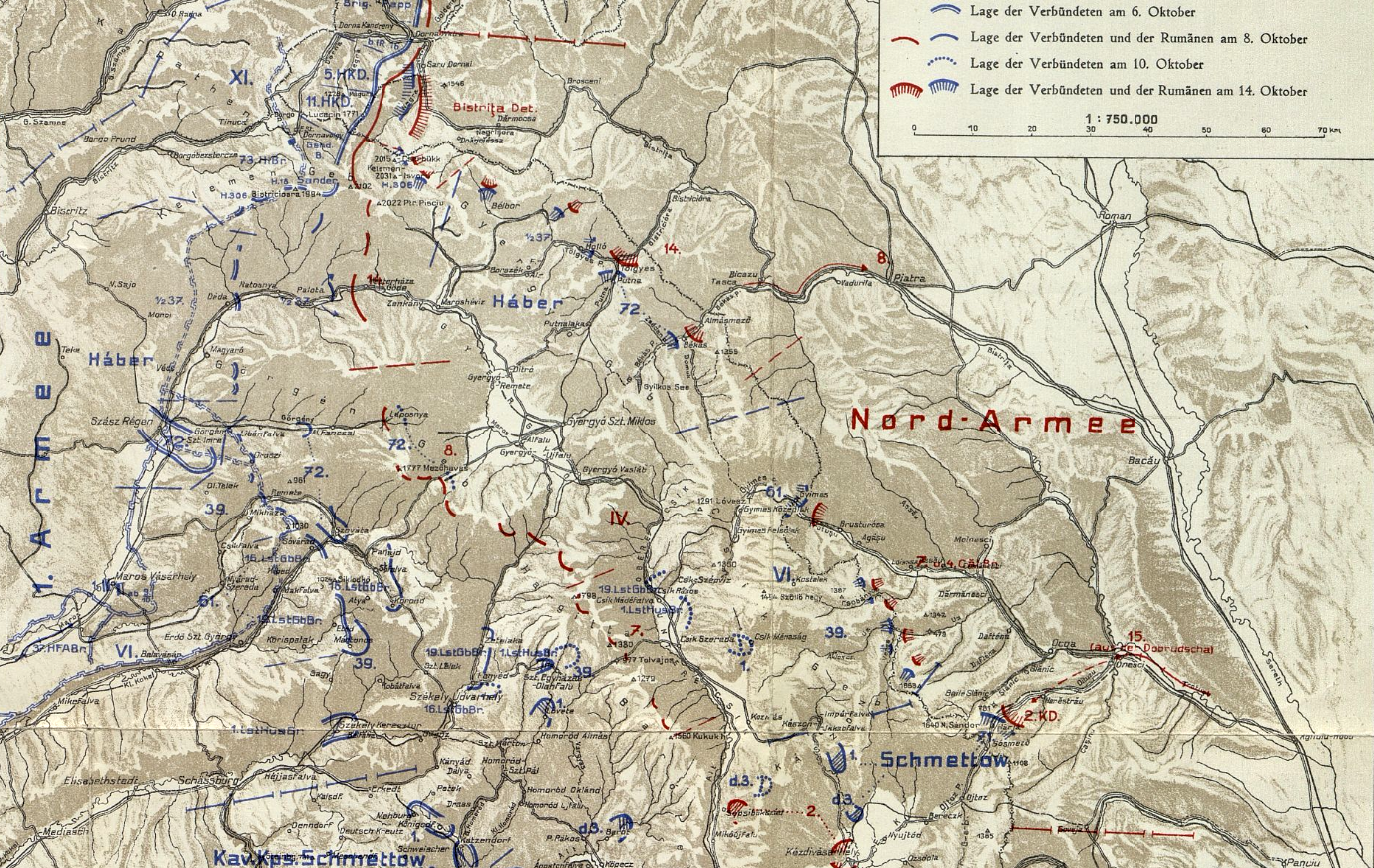
Retragerea Armatei de Nord pe vechea frontieră

Ca urmare a bătăliilor de la Sibiu și de la Brașov de la sfârșitul lunii septembrie și respectiv începutul lunii octombrie, Armatele 1și 2 române au fost obligate să se retragă din Transilvania în Vechiul Regat, presate de Armata a 9-a germană. În acest context, în aripa dreaptă a dispozitivului român Armata de Nord a trebuit să se plieze manevrelor făcute de vecinii săi, având misiunea de a întârzia printr-o retragere treptată, Armata 1 austro-ungară. Odată cu finalizarea retragerii din Transilvania, Armata de Nord a ocupat crestele Munților Moldovei și trecătorile lor, la 1/14 octombrie aproape toate unitățile armatei fiind dispuse pe frontieră, în pozițiile fortificate construite înante de invazia Transilvaniei. În aripa dreaptă se afla la nord Divizia 14 Infanterie (comandată de către generalul Paraschiv Vasilescu), care rămăsese însă dincolo de frontieră ocupând regiunile Bistricioarei și Bicazului, precum și valea inferioară a Tarcăului. Divizia realiza la dreapta legătura cu aripa stângă a Armatei 9 Ruse (comandant Platon Alexeevici Lecițchi) și avea la stânga Divizia 7 Infanterie. La 6/18 octombrie 1916, întreaga Divizie a 14-a a fost atașată din punct de vedere operativ Armatei 9 Ruse.
Misiunea Armatei 1 austro-ungare a fost aceea de a asigura spatele trupelor germane, în ce privește posibilitatea unor atacuri venite dinspre nord-est. Cu acest scop, ea trebuia să ajungă să stăpânească în cel mai scurt timp posibil creasta principală a Carpaților, menținând legătura la dreapta cu trupele amice. În cadrul acestei armate, Corpul XXI Armată austro-ungar urma să înainteze spre văile superioare ale Bicazului și Bistricioarei, iar Corpul VI Armată austro-Ungar urma să se axeze spre valea Trotușului. Corpul XXI Armată austro-ungar (comandant Kasimir von Lütgendorf) a primit misiunea de a ataca cu cele două divizii ale sale (Divizia 37 Infanterie Honvéd și 72 Infanterie austro-ungară) pe văile Bistricioarei și respectiv pe cea a Bicazului.
Este de menționat că până la sosirea lui Lütgendorf de pe Frontul italian, cele două divizii din extremitatea nordică a Armatei 1 austro-ungare au fost reunite sub comanda generalului Johann Háber, formând astfel Grupul Háber. Deoarece comandamentul acestuia nu a dispus de ofițerii necesari pentru a controla în mod adecvat cele două divizii și acestea erau răsfirate pe un teritoriu întins, Corpul IX Armată austro-ungar (1916-1918) din Armata 7 austro-ungară (1916-1918) a preluat pentru un timp comanda unităților lui Háber, fiind atașat pentru temporar Armatei 1 austro-ungare.
După ce comandamentul Corpului XXI Armată austro-ungar a preluat controlul în regiunea de nord, Corpul IX Armată austro-ungar s-a reîntors la Armata 7 austro-ungară.
La 29 septembrie/12 octombrie 1916 a început în aripa stângă a Armatei de Nord bătălia pentru trecătorile Moldovei, care s-a propagat ulterior pe toată lungimea frontierei muntoase, până la valea Dornei.

## Preludiul
Regrupată în zona văilor Bistricioarei și Bicazului, începând cu 29 septembrie/12 octombrie Divizia 14 Infanterie avea poziționate în zonă sau în apropiere următoarele unități:
- Regimentul 67 Infanterie, retras pe valea Jidanului, călare pe valea Jidanului și valea Bicazului, între Telec și Cipchieș (1359 m).
- Regimentul 54 Infanterie la Neagra.

În data de 30 septembrie/13 octombrie, a rămas în zonă văii Bicazului pe poziții pentru defensivă Grupul Bicaz al Diviziei 14 Infanterie, aflat sub comanda generalului Claudian Ionescu, comandant la Brigăzii 27 Infanterie. Acesta se afla călare pe văile Jidanului și Bicazului și era constituit de Regimentele 54 și 67 Infanterie, împreună cu 2 divizioane de artilerie din Regimentele 24 și respectiv 27 Artilerie. Spre originea râului Ața se afla Batalionul 3 din Regimentul 54 Infanterie. În rezervă, la Hangu și Buhalnița se afla Regimentul 86 Infanterie.
În seara de 1/14 octombrie, Divizia 72 Infanterie austro-ungară avea dispus pe Ghilcoș Grupul Colonel Baatz. Divizia 72 Infanterie austro-ungară (aflată inițial sub comandanda lui Alexander Emil Bandian) a primit ordinul de a forța trecerea prin valea Bicazului, pentru a ajunge la confluența râurilor Bicaz și Bistrița. Atât în nord pe valea Bistricioarei cât și în sud pe cea a Bicazului, tentativele trupelor inamice de a se apropia de pozițiile românești fie au fost oprite de la distanță de tirurile precise ale artileriei, fie au fost respinse cu pierderi grele de către focurile infanteriei. Luptele duse au determinat comandamentul Corpului 21 Infanterie austro-ungar să aibă impresia că, un angajament frontal se va solda cu eșec, astfel că acesta a decis să încerce o învăluire prin aripa dreaptă a Diviziei 72 Infanterie austro-ungară, pe valea Dămucului. Pus sub comanda colonelului Sander, un detașament inamic a fost destinat acestui scop.
Format din Batalioanele 7/73 și 5/9 alături de Bateria 6/9 artilerie de munte, detașamentul austro-ungar aflat sub comanda locotenent-colonelului Samuel Sander, a fost dislocat din Munții Călimani spre Praid și de aici a mărșăluit spre Gheorgheni, în două zile. Fără a-și lăsa oamenii să se odihnească, Sander a ordonat urcarea în continuare spre Lacu Roșu. Epuizate, efective reduse drastic au ajuns acolo la ora 11 noaptea. A doua zi în timp ce soldații se odihneau, Sander împreună cu comandanții de batalioane, adunați la comandamentul Brigăzii 143 Infanterie austro-ungară, și-au primit ordinele de la comandantul interimar al Diviziei 72 Infanterie austro-ungară, colonelul Barwick. Acesta a alocat detașamentului, care urma să fie trimis spre Cipchieș, un batalion suplimentar, 5/97.
Înaintarea pe valea Bicazului a început la 4/17 octombrie, după-amiaza la ora 15,30. Drumul prin munți a epuizat oamenii în grade variabile, aceștia fiind expuși ploii, astfel că pe parcurs, coloana de atac s-a răsfirat de-a lungul drumurilor de acces. Deoarece militarii coloanei de atac nu s-au putut usca în mediul cu temperaturi apropiate de cele de îngheț, dat fiind că nu au fost lăsați să aprindă focuri pentru a nu-și deconspira prezența, situația acestora a devenit dificilă. Doar două treimi din efectiv a ajuns la poziția pe care Sander o alesese ca punct de pornire a atacului. De asemenea la 4/17 octombrie la Pichetul Bolovăniș, un detașament austro-ungar a fost surprins și distrus, lăsând și 2 ofițeri împreună cu 65 de soldați prizonieri.
Odată ajunși la obiectiv, la 5/18 octombrie o ceață groasă a împiedicat folosirea artileriei, iar aceasta împreună cu ninsoarea care a început să cadă la mijlocul zilei, l-au făcut pe Sander să amâne declanșarea atacului pentru a doua zi dimineață.

## Lupta

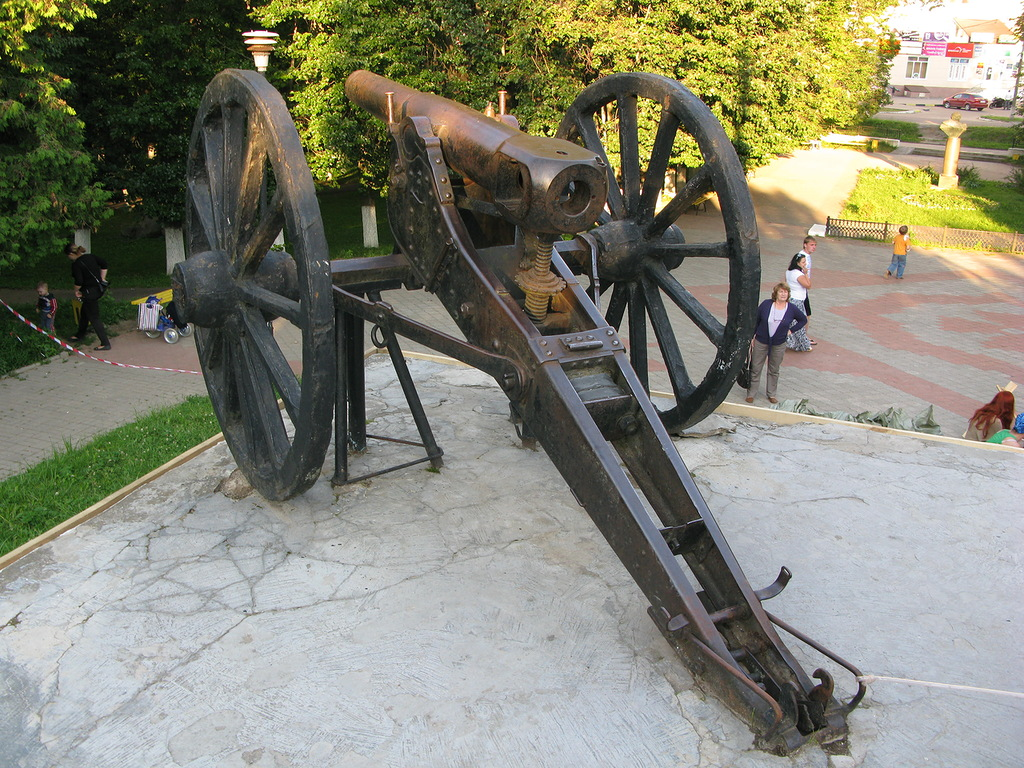
Tun „Krupp” de 87 mm, model 1880

În dimineața zilei de 6/19 octombrie, poziția română de pe Cipchieș ocupată de o singură companie din Regimentul 54 Infanterie a fost atacată de coloana austro-ungară, care avea un efectiv de 3 batalioane de infanterie și era dotată cu mitraliere și cu o baterie de tunuri. Pe la ora 11,30 după un asalt final în care austro-ungarii au folosit grenade de mână, poziția română a fost cucerită cu prețul a 6 morți și 22 de răniți din partea atacatorilor. În același timp, românii au lăsat pe câmpul de luptă 10 morți și 41 de prizonieri.
Sub comanda colonelului Sander, corpul principal al forței inamice s-a angajat pe urma românilor care se retrăgeau prin vale, spre următoarea culme. Inamicii au coborât spre pozițiile române de la Croiești, pe care le-au atacat în seara aceleiași zile, luminând câmpul de luptă cu proiectoare și rachete. Aflate în apărare sub comanda maiorului Rogobete, cele două companii ale sectorului au rezistat celor trei atacuri susținute de un batalion inamic, în timp ce restul coloanei austro-ungare și-a consolidat poziția întărind-o cu tranșee. Pe Cipchieș, Sander a păstrat o companie, artileria, precum și grupul său de comandă. Acțiunea de urmărire a fost oprită la căderea nopții.
| Imagine indisponibilă |  | Imagine indisponibilă |
|                       |  |                       |

| Imagine indisponibilă |  | Imagine indisponibilă |
|                       |  |                       |

| Imagine indisponibilă |  | Imagine indisponibilă |
| Planurile directoare de tragere din 1917-1918 ale zonei. Sus dreapta: Gura Tarcăului și Piciorul Runcului; la mijloc stânga: Dealul Fundului și vârfurile Croiești, Cipchieș și Smida Floarei; la mijloc dreapta: râul Ața; jos stânga: Poiana Șugău; jos dreapta: râul Bolovăniș |  |                       |

Dat fiind că a apărut atât pericolul întoarcerii poziției trupelor române prin pătrunderea celor inamice, pe linia de comunicații și retragere a Grupului Bicaz, iar valea Tarcăului putea fi de asemenea ocupată astfel de inamic, Divizia 14 Infanterie a constituit un detașament destinat să contraatace, pentru a recuceri poziția reprezentată de culmea Cipchieș, care domina valea Bicazului. Celor două companii ale sectorului le-au fost astfel adăugate 3 batalioane de infanterie și o secție de artilerie din Regimentul 24 Artilerie, cu tunuri de calibrul 87 mm. Întreg detașamentul a fost pus sub comanda colonelului Anton Gherescu. La miezul nopții dintre zilele de 6/19-7/20 octombrie, Batalionul 1 (Batalionul 3 după o altă sursă) al Regimentului 86 Infanterie a pornit sub comanda ofițerului Efstatiade să urce spre Cipchieș, dinspre valea Aței. Coloana principală de contraatac a fost însă constituită de câte un batalion din Regimentele 27 și 54 Infanterie[A] și a avansat dinspre est pe poteca Dealul Fundului – Smida Floarei – Cipchieș. Secția de artilerie destinată detașamentului a fost urcată cu boii pe Dealul Fundului.
Pe la orele 3,30-4 dimineața a zilei de 7/20 octombrie, Batalionul „Efstatiade” a căzut peste inamic venind dinspre Pichetul Ața. După o scurtă împotrivire, trupele austro-ungare au luat-o la fugă lăsând în mâinile atacatorilor două tunuri și trei mitraliere, precum și poziția de pe Cipchieș. În același timp maiorul Rogobete a atacat de la Croiești pe pantele muntelui, gonind batalionul pe care-l avea în față și luând prizonieri. Sander împreună cu restul corpului de comandă și-au petrecut restul nopții încercând să-și adune trupele și să le reorganizeze, astfel că până la urmă au reușit să adune pe un vârf din apropiere ce mai rămăsese din batalioanele 7/73 și 7/97, împreună cu alte câteva companii ale altui regiment.
Împotriva forțelor inferioare pe care le aveau în față trupele austro-ungare au revenit la contraatac, astfel că după două ore de rezistență Batalionul „Efstatiade” a cedat poziția și la ora 8 dimineața a început să se retragă, luând cu el prizonierii și aruncând pe coastele abrupte ale muntelui tunurile și mitralierele capturate. În momentul în care aproape întreg muntele fusese recucerit de inamic, peste acesta a năvălit coloana principală română de contraatac, susținută de artileria de pe Dealul Fundului. Atacând la baionetă, cele două batalioane românești au început o luptă corp la corp. Învălmășeala produsă a impus oprirea tragerilor de artilerie, pentru ca acestea să nu cadă peste trupele proprii. Pierzând teren, soldații austro-ungari au fost aruncați dincolo de creastă și au lăsat 614 prizonieri, dintre care cinci ofițeri. Pe teren au rămas 100 de morți și însuși colonelul Sander a fost grav rănit, dar a fost salvat de trupele proprii, retrase pe o altă poziție.

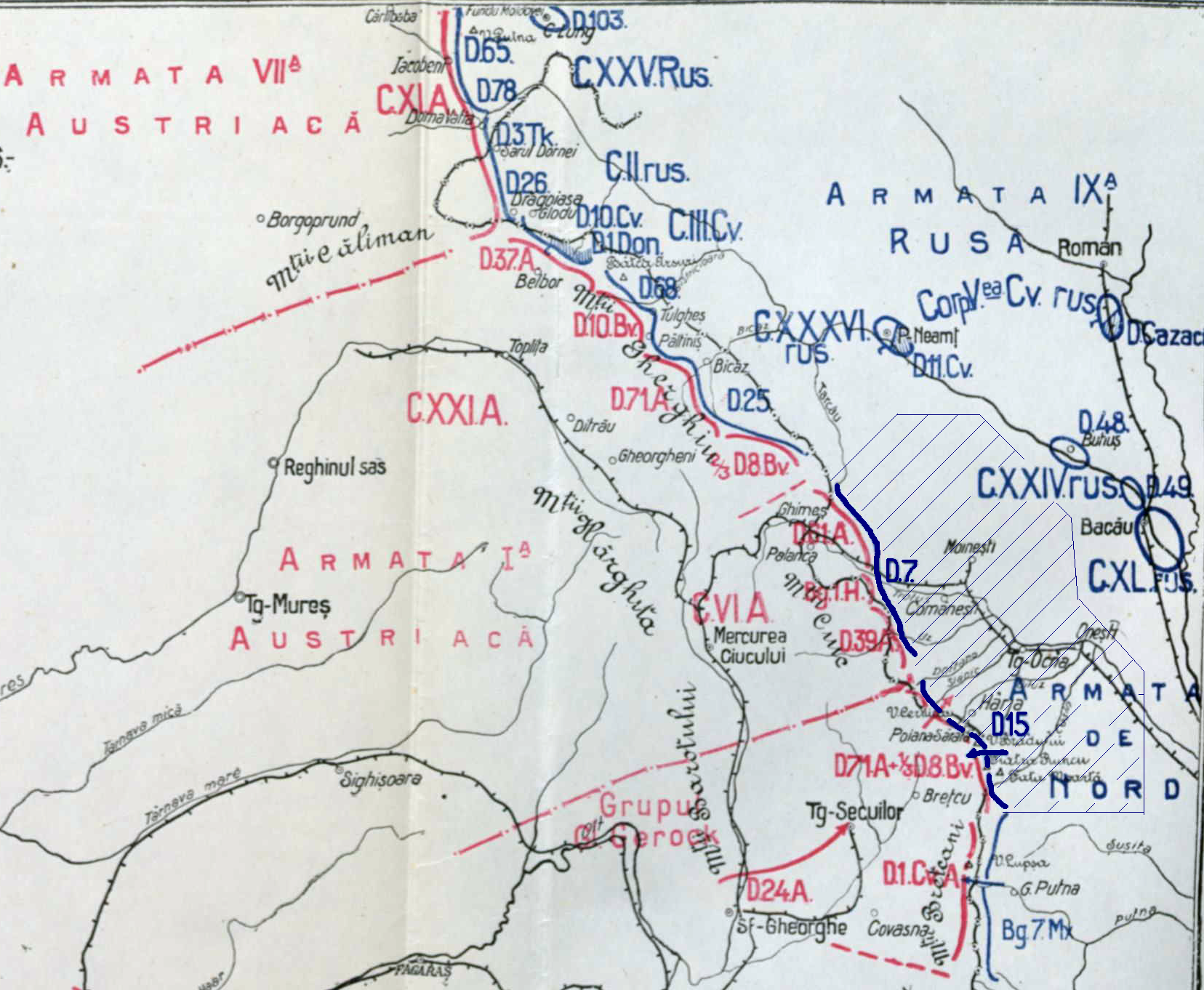
Situația Armatei de Nord la 1 noiembrie 1916

După două zile, noua poziție inamică a fost și ea luată cu asalt.

## Epilogul
Depășirea pozițiilor ocupate de către Armata României în pasurile de nord s-a dovedit o misiune imposibilă pentru trupele austro-ungare, povestea Detașamentului Sander reprezentând o experiență tipică pentru luptele dure purtate în zonele Tulgheș și Bicaz. Totalul pierderilor austriece în urma luptelor a fost de 5 ofițeri și 276 de soldați din partea batalionului VII/73, 6 ofițeri și 525 de oameni din partea batalionului V/97, 22 de victime din partea Bateriei 6/9 de artilerie de munte, care și-a pierdut și cele două tunuri, precum și 90 de animale de tracțiune. Dimensiunea acestor pierderi a șocat comandamentul austriac.
Supraviețuitorii lor, cărora colonelul Barwik li s-a adresat cu titulatura de „eroii de pe Cipchieș”, li s-a ordonat să se deplaseze la Gheorgheni. Aici unitățile au fost dizolvate și trupa a fost inclusă noului Regiment 107 Infanterie, pus sub comanda colonelului Adalbert Segner. Sander, la rândul său a fost numit ofițer instructor al Corpului XXI Armată austro-ungar. În această calitate, a asigurat transmiterea instrucțiunile de luptă companiilor din batalioanele de marș, provenite din hinterlandul austriac.
Înfrângerea Detașamentului Sander a stopat acțiunea ofensivă a Corpului XXI Austro-Ungar. Cu excepția unor trageri de artilerie și a unor acțiuni de patrule, nici un atac semnificativ nu a mai fost dat împotriva frontului Diviziei 14 Infanterie, care după o lună a fost înlocuită în zonă de trupele ruse.
În plan strategic, în timp ce trupele române se întăreau în poziții favorabile în munți de-a lungul întregii frontiere, până la sfârșitul lunii octombrie Înaltele Comandamente austro-ungar și german au realizat că nu va putea fi pusă în practică o trecere imediată peste Carpații Orientali. Neavând efectivele și suportul logistic necesare pentru a permite tuturor celor trei armate ale Puterilor Centrale să invadeze România concomitent și în plus, dat fiind că dacă ar fi atacat în Carpații Răsăriteni, trupele Armatei 1 austro-ungare ar fi ar fi avansat divergent în raport cu Armata 9 germană și cu trupele lui von Mackensen, Armata 1 astro-ungară a primit misiunea – conform lui Michael B. Barret „de neînvidiat”, de a apăra Carpații Orientali și de a proteja spatele și flancul estic al Armatei 9 germane.
| Acțiunile de luptă ale Armatei României de la Tulgheș și de pe valea Bicazului între 30 septembrie/13 octombrie-17/30 octombrie 1916, potrivit comunicatelor Marelui Cartier General român |
| --- |
| Comunicat Oficial nr. 47 din 30 septembrie/ 13 octombrie 1916, ora 7 dimineața. [...] “ ” Comunicat Oficial nr. 48 din 1/14 octombrie 1916, ora 7 dimineața Din munții Călimanului până în valea superioară a Uzului (vest de frontieră) mici acțiuni. “ ” Comunicat Oficial nr. 49 din 2/15 octombrie 1916, ora 7 dimineața În Căliman trupele noastre s-au retras spre graniță. La sud de Tulgheș (Gyorgyo Tolgeș) infanteria inamică a fost pusă pe fugă de artileria noastră. În valea superioară a Bicazului vest graniță) lupte de artilerie. “ ” Comunicat Oficial nr. 50 din 3/16 octombrie 1916, ora 7 dimineața. La Tulgheș și în valea superioară a Bicazului violente acțiuni de artilerie. Atacurile infanteriei inamice au fost respinse. S-au luat 40 de prizonieri. “ ” Comunicat Oficial nr. 51 din 4/17 octombrie 1916, ora 7 dimineața La vest de Tulgheș atacurile inamicului au fost respinse, lupta continuă. În valea Bicazului atacurile inamice au fost de asemenea respinse. Trupele noastre își mențin pozițiile la vest de graniță. “ ” Comunicat Oficial nr. 52 din 5/18 octombrie 1916, ora 7 dimineața Acțiuni de artilerie la apus de Tulgheș și Bicaz, atacurile inamice au fost respinse. S-au făcut 90 de prizonieri. La pichetul Bolovăniș s-au luat prizonieri 2 ofițeri și 65 de oameni trupă. “ ” Comunicat Oficial nr. 53 din 6/19 octombrie 1916, ora 7 dimineața La Tulgheș și Bicaz foc de artilerie. “ ” Comunicat Oficial nr. 54 din 7/20 octombrie 1916, ora 7 dimineața Situația neschimbată [..]. “ ” Comunicat Oficial nr. 55 din 8/21 octombrie 1916, ora 7 dimineața La Tulgheș acțiune violentă de artilerie. La Bicaz trupele noastre au înconjurat din toate părțile un detașament inamic ce ocupase Muntele Siphes și l-a trecut prin baionetă. S-au luat 500 de prizonieri, 2 tunuri, 5 mitraliere, muniții și material de război. “ ” Comunicat Oficial nr. 56 din 9/22 octombrie 1916, ora 7 dimineața La Tulgheș și Bicaz situația neschimbată. “ ” Comunicat Oficial nr. 57 din 10/23 octombrie 1916, ora 7 dimineața La Tulgheș și Bicaz acțiune violentă de artilerie. “ ” Comunicat Oficial nr. 58 din 11/24 octombrie 1916, ora 7 dimineața La Tulgheș, Bicaz și în valea Trotușului, situația neschimbată. “ ” Comunicat Oficial nr. 59 din 12/25 octombrie 1916, ora 7 dimineața La Tulgheș, Bicaz și valea Trotușului situația neschimbată. “ ” Comunicat Oficial nr. 60 din 13/26 octombrie 1916, ora 7 dimineața La vest de Tulgheș acțiuni de artilerie; s-a luat Muntele Kerekhavas la sud de Bicaz. “ ” Comunicat Oficial nr. 61 din 14/27 octombrie 1916, ora 7 dimineața La Tulgheș și Bicaz s-a respins un violent atac inamic. La Hegyes un aeroplan inamic a fost doborât de focul nostru. “ ” Comunicat Oficial nr. 62 din 15/28 octombrie 1916, ora 7 dimineața La Tulgheș și Bicaz mici acțiuni și bombardament de artilerie; s-au luat prizonieri 4 ofițeri și 190 de oameni de trupă. “ ” Comunicat Oficial nr. 63 din 16/29 octombrie 1916, ora 7 dimineața La Tulgheș și Bicaz bombardament de artilerie. “ ” Comunicat Oficial nr. 64 din 17/30 octombrie 1916, ora 7 dimineața De la Tulgheș până la Predeluș, vremea rea a împiedicat orice operații. “ ” |

## In memoriam
Spre amintirea luptelor duse de militarii Regimentului 86 Infanterie, la Gura Aței comandantul regimentului a ridicat o cruce comemorativă, serviciul religios derulat cu această ocazie fiind oficiat chiar de preotul unității, Mihai N. Cârlănescu.
În Poiana Șugău (Coordonate: N 46°42’58’’ și E 25°55’30’’), aflată la poalele muntelui Șugău în extremitatea de sud a satului Huisurez, au fost investigate arheologic în anul 2011 un număr de 6 morminte datând din perioada Primului Război Mondial, în care au fost înmormântați militari austro-ungari. Conform cercetătorilor, aceste morminte ar putea aparține unor soldați din coloana atacatoare condusă de către colonelul Sander. La începutul anilor 1980 ai secolului trecut, a existat la inițiativa preotului paroh local o tentativă inițială de deshumare a acestora. Această tentativă a avut ca scop atât mutarea rămășițelor din zona respectivă – puternic afectată la acel moment de o exploatare forestieră, cât și reînhumare conformă din punct de vedere religios a acestora în cimitirul satului, urmată de ridicarea unei troițe. Tentativa a fost însă prompt stopată de către organele de Miliție, care au dispus și supravegheat operațiunea de reînhumare, în același loc.
Prin subscripție publică, la câțiva ani după război a fost ridicat în centrul comunei Tarcău un monument al eroilor, înalt de 2 m.